# 苗栗縣獅潭鄉立圖書館
苗栗縣獅潭鄉立圖書館為苗栗縣獅潭鄉成立的公共圖書館，隸屬於獅潭鄉公所，總館位於苗栗縣獅潭鄉新店村9鄰98號。

## 外部連結
- 苗栗縣立圖書館 （页面存档备份，存于）